# Paulina Karpowicz
Paulina Karpowicz (ur. 1976 w Szczebrzeszynie) – polska malarka mieszkająca i pracująca w Krakowie, gdzie z wyróżnieniem ukończyła studia na Wydziale Malarstwa w Akademii Sztuk Pięknych im. Jana Matejki. Zajmuje się przede wszystkim malarstwem olejnym. Autorka malarskich cykli: Zabawy dziewczęce, Burze, Obrazy dla Chłopców, Miękkie miejsca, Czarne obrazy, Pocztówki dla Wrogów, Prace domowe, Kolaże o Zagładzie.

## Wystawy indywidualne
- 2002: Obrazy – Wystawa malarstwa w Galerii SCHODY, Warszawa;
- 2003: Noce Arkadii, – Galeria SCHODY, Warszawa;
- 2005: Malarstwo – Galeria Gołogórski, Kraków;
- 2009: Naprawdę fajne obrazki – Galeria Bazar Sztuki w Sanoku;
- 2012: Zabawy dziewczęce – Galeria Pod Czarnym Kotem, Kraków
- 2013: Antidotum – Galeria Drugie Piętro, Strefa Sztuki, Zamość;
- 2013: The Best Of – Galeria Pod Czarnym Kotem, Kraków
- 2014: Za późno, za daleko – Centrum Sztuki Współczesnej „Solvay”, Kraków
- 2017: Te wszystkie długie popołudnia – BWA Galeria Sanocka, Sanok

## Wystawy zbiorowe
- 1998: Obrazy z pracowni – wystawa studentów pracowni prof. Jacka Waltosia, Dwór  Zieleniewskich, Trzebinia
- 1998: Malarstwo – Galeria „Nafta”, Kraków
- 2000: Z dwóch stron kurtyny – wystawa studentów pracowni prof. Jacka Waltosia, Teatr im. J. Słowackiego, Kraków
- 2001: Wystawa malarstwa – Galeria Młodych, Gazety Antykwarycznej – Kraków
- 2001: Dyplomy 2001 – Pałac Sztuki Towarzystwa Przyjaciół Sztuk Pięknych – Kraków
- 2001: Na obraz i podobieństwo /inspiracje Biblią/ – Galeria Krypta u Pijarów, Kraków
- 2001: Sześć ciał – wystawa malarstwa, Pałac Sztuki TPSP w Krakowie
- 2001: Obrazy sacrum w sztuce – Muzeum Miejskie, Wadowice
- 2001: Wystawa Konkursu na obraz im. M. Michalika – Miejska Galeria Sztuki w Częstochowie
- 2002: Artyści swojemu miastu – Dom Kultury w Szczebrzeszynie
- 2002: Integracje Poznań – Kraków, wystawa młodych twórców – Trafgallery – Łagów;
- 2002: Obrazy sacrum w sztuce – Muzeum Miejskie w Wadowicach;
- 2002: Promocje, Ogólnopolski Przegląd Malarstwa Młodych – Galeria Sztuki w Legnicy;
- 2002: Sacrum w Sztuce – Zamek Królewski w Niepołomicach;
- 2003: Czerwony – "Galeria na pięterku" w Krakowie;
- 2004: Wystawa pokonkursowa Triennale Malarstwa – Miejska Galeria Sztuki w Częstochowie;
- 2005: Letnia propozycja Zachęty – Ośrodek Promocji Kultury „Gaude Mater”, Częstochowa;
- 2006: Młode malarstwo krakowskie – Miejska Galeria Sztuki w Częstochowie;
- 2010: Wystawa pokonkursowa 23 Festiwal Polskiego Malarstwa Współczesnego – Szczecin;
- 2010: Wystawa pokonkursowa Triennale Malarstwa – Miejska Galeria Sztuki w Częstochowie;
- 2010: Wystawa Filmowa – Galeria Bazar Sztuki w Sanoku;
- 2011: Ukryte – przejawy niecodzienności – prywatna willa w Sanoku;
- 2012: Wystawa pokonkursowa 24 Festiwal Polskiego Malarstwa Współczesnego – Szczecin;
- 2013: udział w Fanaberiach – Bunkier Sztuki, Kraków;
- 2014: Damski sierpowy – Dom Norymberski, Kraków
- 2016: Kolonia Artystów – Festiwal Języka Polskiego, Szczebrzeszyn
- 2016: Wystawa pokonkursowa 25 Festiwal Polskiego Malarstwa Współczesnego – Nagroda Prezesa ZPAP, Szczecin
- 2017: Im dalej w las. Neoromantycy wobec natury – BWA Galeria Sanocka, Sanok; Stacja Muranów, Warszawa
- 2017: Były sobie drzewa – Kraków Art House, Kraków